# Новиков, Виктор Васильевич
Ви́ктор Васи́льевич Но́виков (18 мая 1935, с. Полтевы Пеньки, Рязанская область — 12 августа 2014, Ярославль) — советский и российский психолог, специалист в области социальной психологии, промышленной психологии и психологии коллектива, профессор, заслуженный деятель науки Российской Федерации, президент «Международной академии психологических наук», заведующий кафедрой социальной и политической психологи факультета психологии ЯрГУ, главный редактор журнала «Человеческий фактор».

## Биография
Виктор Васильевич Новиков родился 18 мая 1935 года в семье военнослужащего в селе Полтевы-Пеньки Кадомского района Рязанской области. Младший брат Юрий — ангиолог, академик РАМН. В годы войны семья оказалась в Ярославле. Занимался греко-римской борьбой, стал мастером спорта. Закончил Ярославский государственный педагогический институт им. К. Д. Ушинского.

## Научная деятельность
При Ярославском государственном педагогическом институте им. К. Д. Ушинского защитил кандидатскую диссертацию по психологии (1967), в Институте психологии АН СССР — степень доктора по психологии (1981), — степень доктора философии международного бизнеса и коммерции (Сан-Франциско, США, 1996), — степень доктора экономических наук России и Международного межакадемического союза (Сан-Франциско, США, 1996), — степень доктора Международного межакадемического союза при ЮНЕСКО (1999). Президент «Международной академии психологических наук», почётный работник высшего и профессионального образования.

## Публикации
Автор более 500 научных работ, в том числе 37 монографий. В 2002—2005 годах опубликованы в 11 томах его избранные труды («Социальная психология и экономика»), в том числе:
- Психологическое управление
- Социальное управление и экономика
- Психологическое управление в кризисном обществе
- Социальная психология: феномен и наука

Под его руководством подготовлено и защищено 75 кандидатских и 35 докторских диссертаций.

## Награды
- Медаль ордена «За заслуги перед Отечеством» II степени (19 июня 2002) — за многолетнюю плодотворную работу и большой вклад в укрепление дружбы и сотрудничества между народами[3]
- Орден «Знак Почёта»
- Заслуженный деятель науки Российской Федерации (6 января 1995) — за заслуги в научной деятельности[4]
- Почётный Знак Губернатора Ярославской области «За заслуги в образовании. Высшая Школа»
- Орден «Творец Эпохи» в номинации «Подвижник науки» (Институт культуры мира ЮНЕСКО и Международная гуманитарная академия «Европа-Азия», 2006) — за выдающийся вклад в развитие психологической науки и утверждение в жизненную практику идей, принципов и ценностей культуры мира
- Орден «Звезда Вернадского» I степени (Международный межакадемический союз) — за заслуги в науке
- Лауреат Национального профессионального психологического конкурса «Золотая Психея» по итогам 2004 года в номинации «Личность года в российской психологии» (2005)
- Лауреат Национального профессионального психологического конкурса «Золотая Психея» по итогам 2005 года в номинации «Патриарх российской психологии» (2006)